# Peace, Love & Misunderstanding
Peace, Love & Misunderstanding è un film del 2011 diretto da Bruce Beresford.

## Trama
In seguito all'inaspettata richiesta di divorzio del marito, Diane si rimette in discussione e decide di fare visita alla madre, Grace, con cui ha tagliato i rapporti. L'occasione le darà modo di vedere la vita da una prospettiva diversa e di trovare l'amore.

## Distribuzione e accoglienza
Il film è stato proiettato in anteprima al Festival internazionale del cinema di Toronto il 13 settembre 2011 e in seguito distribuito negli Stati Uniti da IFC Films a partire dall'8 giugno 2012. In Italia la pellicola è stata trasmessa per la prima volta sul canale a pagamento Mediaset Premium Cinema, il 15 agosto 2015; la prima televisiva gratuita è avvenuta su La 5, il 23 novembre dello stesso anno.
Peace, Love & Misunderstanding ha ricevuto critiche prevalentemente negative. Su Rotten Tomatoes la pellicola registra il 30% di freschezza, basato su 70 recensioni e con il seguente commento: "Peace, Love & Misunderstanding provoca numerose risate involontarie, a causa della sua trama incredibilmente forzata e nel suo gioioso insistere a farci credere che tutto è semplicemente perfetto".